# Hypnum subenerve
Hypnum subenerve là một loài Rêu trong họ Hypnaceae. Loài này được (Schwägr.) Arn. mô tả khoa học đầu tiên năm 1827.